# Понс, Жан
Понс, Жан (1913, Париж — 2005, Париж) - французский художник, иллюстратор, литограф.

## Биография
Жан Понс родился в Париже в 1913 году, незадолго до начала Первой мировой войны. Учился в художественной школе Эстьен.
В 1938 году открыл литографическую мастерскую, которая сразу начала пользоваться успехом, преимущественно у русских художников, среди которых были: Никола де Сталь, Андрей Ланской, Сергей Шаршун, Сергей Поляков, Делоне, Василий Кандинский, Осип Цадкин.
Развивая своё ателье, Жан рисует натюрморты, пейзажи. К 1948 году его работы приобретают черты абстракции, формы становятся четкими и угловатыми.
Жан Понс сделал иллюстрации для книг писателя Эме Сезера, критика Шарля Эстьена.
Умер в 2005 году.